# Plantacja nasienna drzew leśnych
Plantacja nasienna – uprawa ze szczepów, której głównym zadaniem jest dostarczenie nasion drzew leśnych o wysokiej wartości genetycznej.
Plantacja nasienna obejmuje określoną liczbę klonów, posadzonych w odpowiedniej więźbie w sposób zapewniający ich krzyżowe zapylanie. Szczepy uzyskuje się przez zaszczepienie zrazów z drzew doborowych na podkładkach tego samego gatunku. Kilkuletnie szczepy, w liczbie 400 sztuk na 1 ha, wysadza się w plantacji przygotowanej pełną orką na siedlisku średniej jakości w drzewostanie innego gatunku (a w promieniu 300 metrów usuwa się w sąsiednich drzewostanach gatunek plantacyjny) lub poza obrębem lasu (tzw. plantacje nasienne śródpolne na co najmniej 1,5 km od granicy zachodniej i północno-zachodniej lasu), aby uniknąć niepożądanego zapylania. Glebę pielęgnuje się w sposób wzmagający częstość i obfitość obradzania.
Rozróżnia się 3 rodzaje plantacji nasiennych:
- zachowawcza, zabezpiecza szczególnie cenne biotypy zagrożone zagładą lub tworzy bazę do badań genotypu klonów i pozyskiwania zrazów do szczepień dla pozostałych rodzajów plantacji nasiennych,
- produkcyjna, dostarcza nasion o wysokiej wartości genetycznej do zakładania przede wszystkim upraw pochodnych, podobnie jak plantacyjna uprawa nasienna, każda plantacja nasienna produkcyjna obejmuje klony z określonego kompleksu leśnego lub rejonu, a nasion z niej używa się w zasadzie tylko w granicach tego rejonu,
- hybrydyzacyjna, zakładana ze szczepów odpowiedniej liczby klonów dwóch gatunków, pozwala uzyskać potomstwo o wysokiej heterozji.